# گاندولو
گاندولو (انگلیسی: Gandelu) یک کمون در بخش ان (ا-دو-فرانس) (Hauts-de-France) در شمال فرانسه است.